# 4-tert-Butilfenol
4-terc-Butilfenol, também chamado de t-butilfenol é o composto orgânico de fórmula C10H14O ( (CH3)3CC6H4OH ), com massa molecular de 150,22. É classificado com o número CAS 98-54-4, número EC 202-679-0 e CBNumber CB1854749. Apresenta ponto de fusão de 96-101 °C, ponto de ebulição 236-238 °C, densidade de 0,908 g/mL a 25 °C, ponto de fulgor de 113 °C e solubilidade em água de 8,7 g/L (20 ºC).
A hidrogenação de 4-terc-butilfenol sobre catalisador de ródio em alumina (Rh/γ-Al2O3) em isopropanol com a adição de ácido acético aumenta o rendimento de 4-terc-butilcicloexanol.
Linhagens de Sphingobium fuliginis e de Phragmites australis são capazes de utilizar o 4-terc-butilfenol como fonte única de carbono e de energia, s endo identificados 4-terc-butilcatecol e 3,3-dimetil-2-butanona como metabolitos internos.